# ميكا سينغ
ميكا سينغ هو مغني وممثل هندي، ولد في 10 يونيو 1977 في الهند.

## وصلات خارجية
- ميكا سينغ على موقع IMDb (الإنجليزية)
- ميكا سينغ على موقع ميوزك برينز (الإنجليزية)
- ميكا سينغ على موقع ديسكوغز (الإنجليزية)
- ميكا سينغ على موقع قاعدة بيانات الفيلم (الإنجليزية)